# 一號銀海

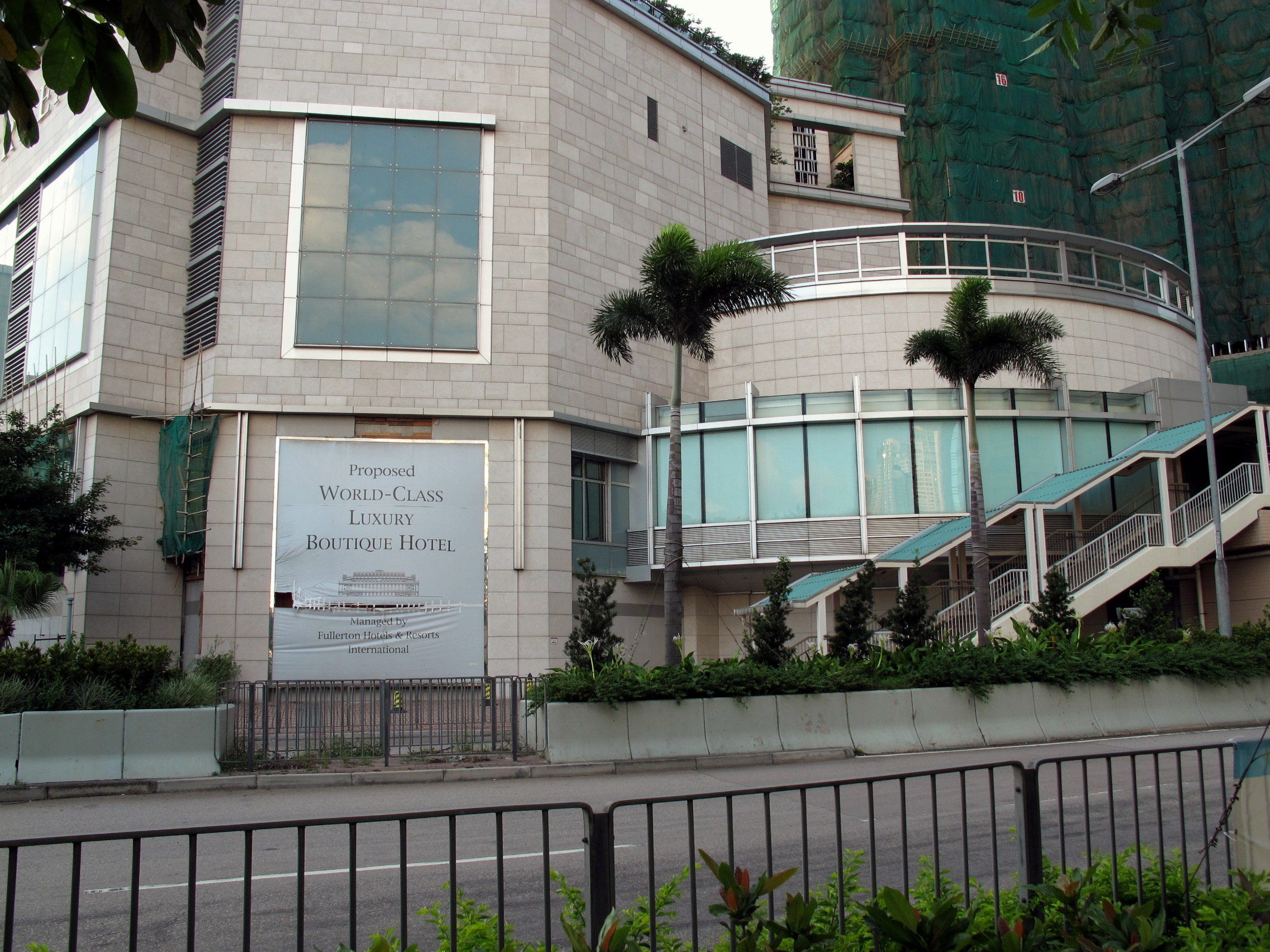
一號銀海基座有意改作世界級精品酒店「浮爾頓酒店」，但計劃最後未能成事。2015年11月改建為「遨凱酒店 The Olympian Hong Kong」

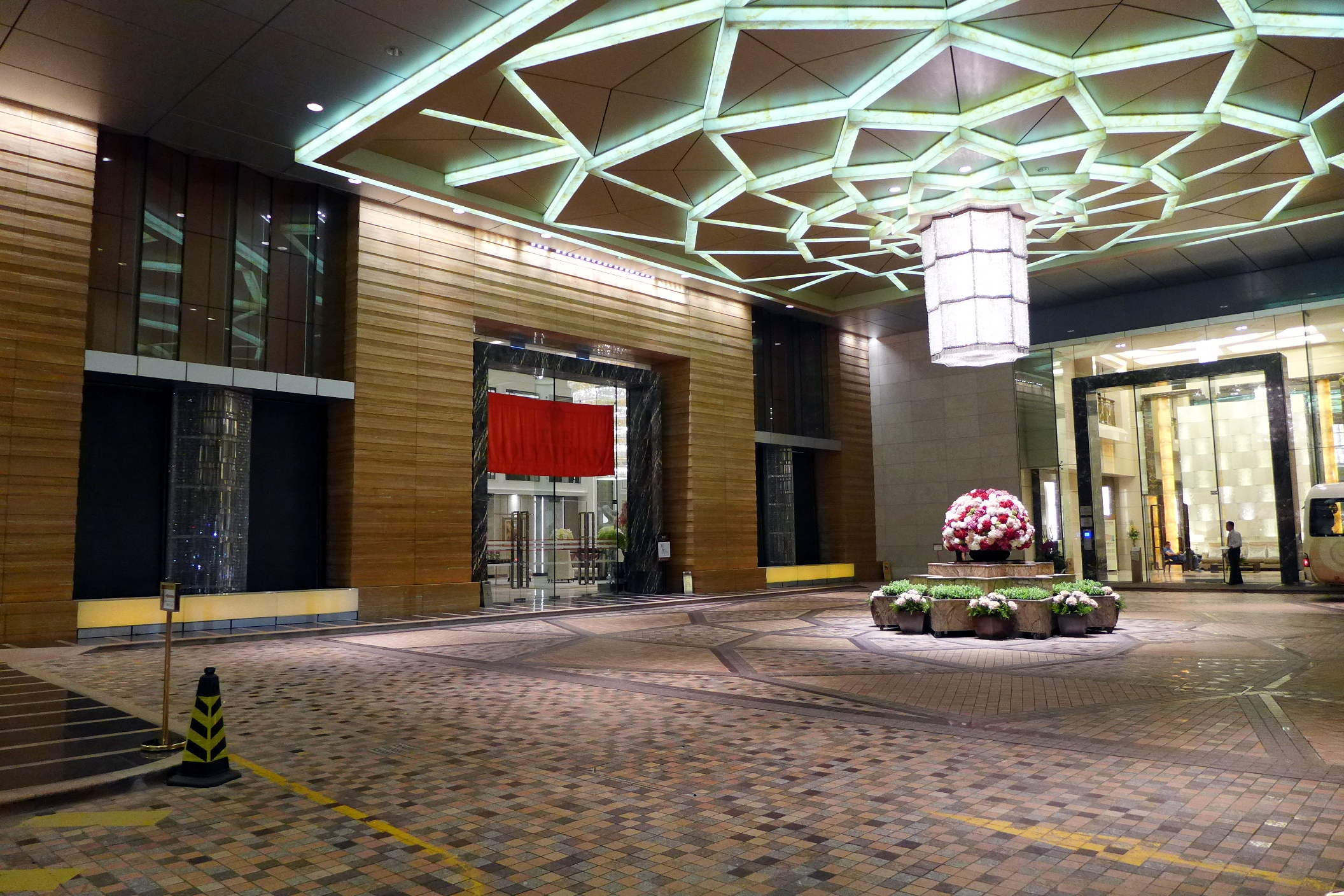
一號銀海車道入口，左方為香港遨凱酒店入口，右方為住宅入口

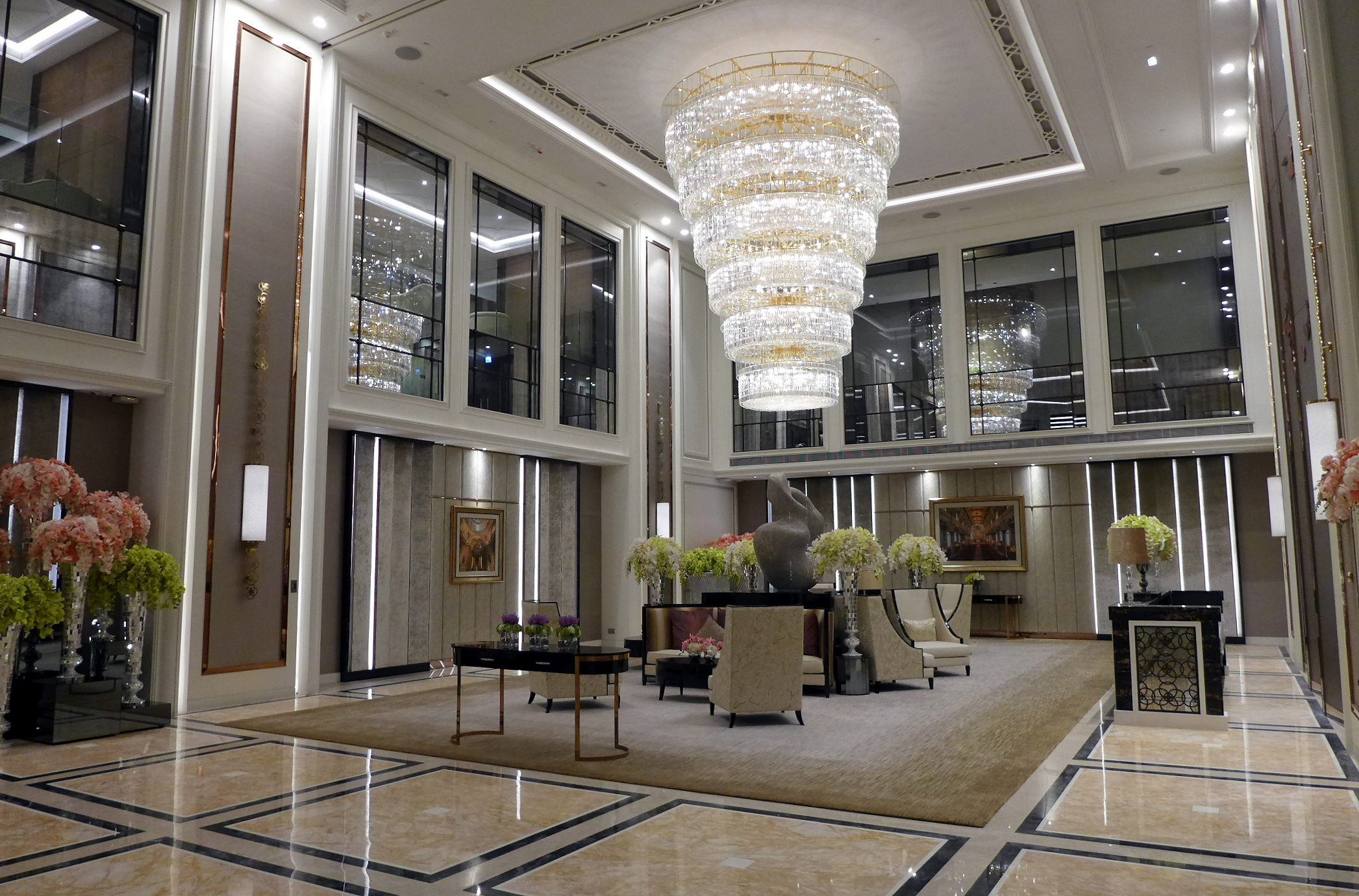
香港遨凱酒店大堂

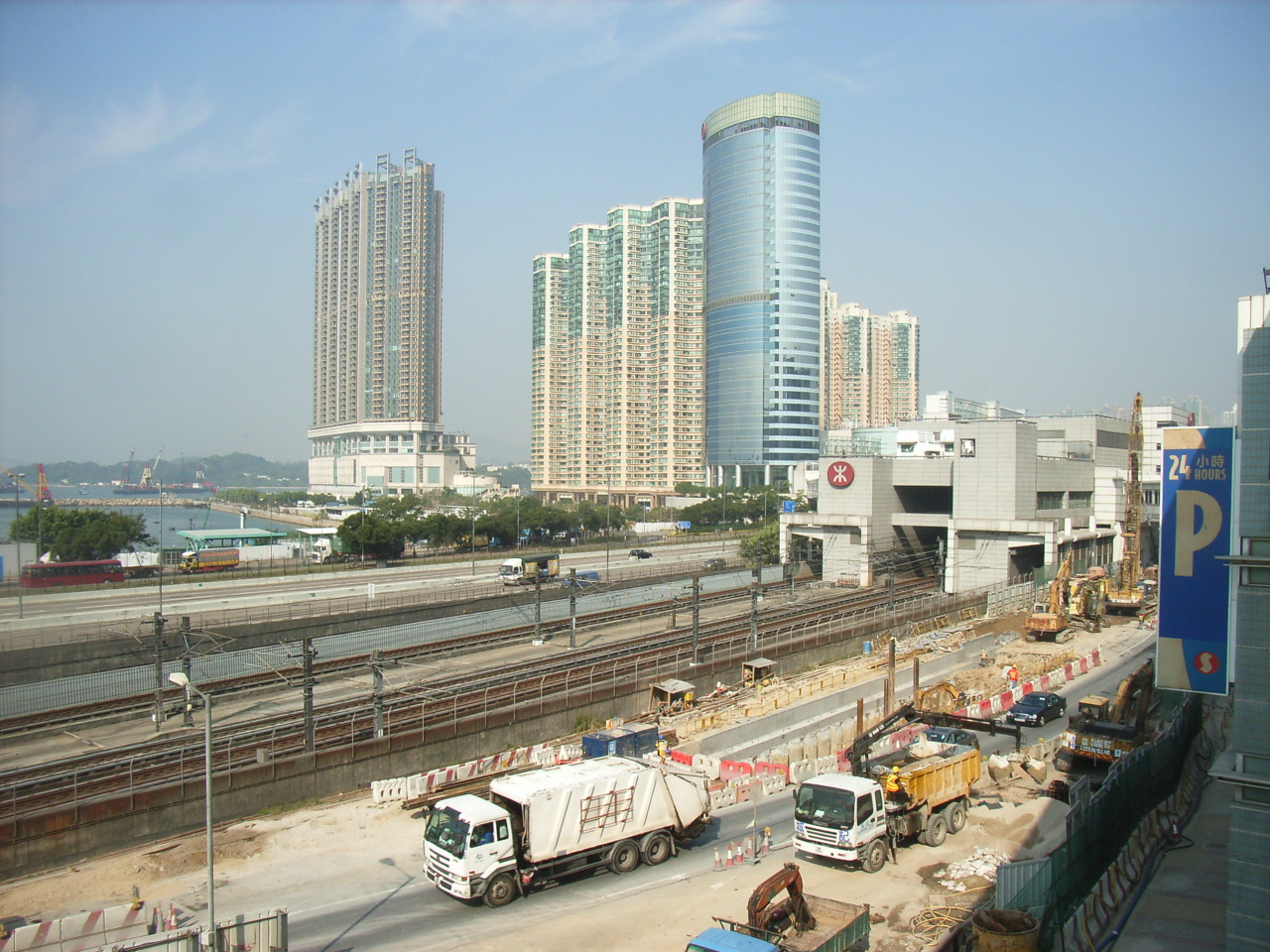
一號銀海，東鄰有中銀中心及維港灣。

一號銀海（英語：One SilverSea）位於香港九龍油尖旺區大角咀海輝道18號，發展商為信和集團，是西九龍新填海區的高尚住宅。屋苑共有700個住宅單位，戶戶設有環保露台，另毗鄰港鐵奧運站及主要交通幹線。
一號銀海共有7幢摩天大廈，一字排開成為屏風樓。每幢樓宇每層有3個單位，單位A及單位B向南望油麻地避風塘海景，而單位C在北面，望向瓏璽。而在第1座頂層，命名為 Silver Dream，約3,300平方呎，除可俯瞰270度維港景色，還擁有樓高3層私家花園及38呎長的私家泳池。

## 景觀
一號銀海景觀以維多利亞港及油麻地避風塘為主。

## 會所設施
豪華會所名為「Club One」佔地8萬呎、位處5、6樓，由Hirsch Bedner Associates設計，設施包括戶外游泳池、室內恆溫游泳池、多用途運動場、健身室、兒童遊樂場及活動室、宴會廳等。

## 價格
2021年4月30日，一號銀海1座46樓A室，實用面積2,466呎，以1.58億元沽出，呎價64,071元，呎價及樓價創屋苑新高。

## 基座
發展商早在2005年時有意將項目基座11萬方呎樓面商場改作世界級精品酒店「浮爾頓酒店」，提供約100個房間，並由信和旗下世界級酒店新加坡浮爾頓酒店負責管理，更承諾一號銀海的住客可享用星級酒店式服務。唯修訂酒店計劃在2008年遭城規會否決，到2014年2月，信置與地政總署達成補地價，批准一號銀海部份商業地方及停車場發展為酒店，涉資約8626萬元。後期修訂後，1樓改建為擁有32間客房精品酒店的「香港遨凱酒店 The Olympian Hong Kong」，於2015年開業。地下為銀海坊商場，於2015年7月開業，已開設一餐廳「名苑酒家」。其餘佔地4.5萬呎部分在2017年12月開設來自芬蘭的一站式室內樂園SuperPark，到2020年停業直至2023年重開。

## 歷史
該物業的土地前身是大角咀臨時巴士總站，並由發展商信和置業在2002年的土地拍賣中投得。

## 重大事件
2005年10月26日，興建中的一號銀海發生四級大火。火警發生在凌晨零時47分，已建至頂樓的第一座46樓首先起火，由於地盤內放有大量建築材料，再加上當時風勢猛烈，火勢迅速蔓延，被燒著的雜物隨風勢吹到低層，並燒著竹棚及安全圍網。因地盤電力一度中斷，消防員需徒步從地面運水泵及駁喉到高層救火。火警焚燒近9小時，至上午9時02分才被撲滅，事件中無人受傷。

## 知名人士
- 劉夢熊
- 林文龍、郭可盈
- 張名雅
- 李佳芯

## 外部連結
- 一號銀海官方網頁
- 香港遨凱酒店官方網頁（页面存档备份，存于）